# Illingen (Enzi járás)
Illingen település Németországban, azon belül Baden-Württembergben. Lakosainak száma 8022 fő (2023. december 31.). Illingen Vaihingen an der Enz, Mühlacker és Sternenfels községekkel határos.

## Népesség
A település népessége az elmúlt években az alábbi módon változott:
| Lakosok száma | 5000 | 5853 | 6678 | 6723 | 6565 | 7174 | 7271 | 7212 | 7219 | 8022 |
|               | 1961 | 1967 | 1974 | 1980 | 1987 | 1993 | 2000 | 2006 | 2013 | 2023 |